# 제시카 수타
제시카 수타(Jessica Sutta, 1982년 5월 15일 ~ )는 미국의 가수, 배우이며, 걸 그룹 푸시캣 돌스의 멤버이다.

## 생애
1982년 5월 15일 미국 플로리다주 마이애미에서 태어났다. 아버지는 러시아, 유대인계 혈통이며 어머니는 아일랜드계 혈통이다.
마이애미 소재 New World School of the Arts에 입학해 치어리더로도 활동을 하였다. 2005년 푸시캣돌스의 멤버로 영입되었다. 2008년 멤버 카밋 버처가 탈퇴를 선언한 이후, 2010년 제시카도 팀 탈퇴를 해 솔로로 활동 중이다.

## 음반 목록
- Feline Resurrection (2016)
- I Say Yes (2017)